# تيم كيارني
تيم كيارني (بالإنجليزية: Tim Kearney)‏ هو لاعب كرة قدم أمريكية أمريكي، ولد في 5 أكتوبر 1950 في كينغزفورد في الولايات المتحدة.

## وصلات خارجية
- تيم كيارني على موقع مرجع كرة القدم المحترفة.كوم (الإنجليزية)